# Дильдабеков, Мухтархан Кабланбекович
Мухтархан Кобланбекович Дильдабеков (каз. Ділдәбеков Мұхтархан Қабыланбекұлы, род. 19 марта 1976, с.Абай (ныне Жамбыл), Южно-Казахстанская область,Мактааральский район, Казахская ССР) — казахстанский боксёр, Заслуженный мастер спорта Республики Казахстан (2000)

## Биография
Казах. В 1998 году окончил факультет физической культуры и спорта Южно-Казахстанского государственного университета имени М.О.Ауезова, тренер-преподаватель. В 2002 году окончил Международный казахско-турецкий университет им. Х.А. Яссауи, юрист.
С  2004 года член НДП «Нур Отан».
Серебряный призёр XXVII Летних Олимпийских игр (2000 год) и Чемпионат мира по боксу 1999 в Хьюстоне, чемпионата Азии в 1999, Азиатских игр 2002 и Азиатских игр 2006 года, Афро-Азиатских игр 2003 года, победитель Азиатских игр 1998 года в Бангкоке, бронзовый призёр чемпионата Азии в Филиппинах 2004. Рост составляет 189 см, вес — 95 кг.
Первый успешный казахстанский боксёр на международном уровне в тяжёлом весе.
С 2000 года – тренер отделения бокса областной комплексной школы высшего спортивного мастерства.
С 2007 года по настоящее время — директор ДЮШОР Южно-Казахстанской области.

## Семья
Отец – Дильдабеков Кобланбек, пенсионер, работал в сфере сельского хозяйства. Мама – Бекжигитова Гулимхан, пенсионерка, работала педагогом.
Старшие братья – Ерхан,Темирхан,Нурхан.
- Первая жена – Дильдабекова Жанар (род.1982[2])
- Дочь – Кобланбек Жангулим Мухтарханкызы (род.2006)[2]
- Дочь – Кобланбек Слухан Мухтарханкызы (род.2008)[2]
- Сын – Кобланбек Батырхан Мухтарханулы (род.2009 )[2]
- Вторая жена с 20 апреля 2012 года[5][6][7] – Альбина Елшиева (род.13.11.1977[5][8][9]) – юрист.[5] С 2017 года директор колледжа №2  в городе Шымкент.[10][11][12]
- три дочери и один сын.[4]

## Награды и звания
- Заслуженный мастер спорта РК по боксу (2000[2])
- Орден Парасат (2000[2])
- Медаль «Ерен еңбегі үшін» (2000[2])
- Почетный гражданин Мактааральского района и Южно-Казахстанской области (2006[2]).